# لینوپریستین
لینوپریستین (انگلیسی: Linopristin) نوعی آنتی‌بیوتیک از گروه استرپتوگرامین گروه B است.